# Cantón de Le Bourg-d'Oisans
El cantón de Le Bourg-d'Oisans era una división administrativa francesa, que estaba situada en el departamento de Isère y la región de Ródano-Alpes.

## Composición
El cantón estaba formado por veinte comunas:
- Allemond
- Auris
- Besse
- Clavans-en-Haut-Oisans
- Huez
- La Garde
- Le Bourg-d'Oisans
- Le Freney-d'Oisans
- Livet-et-Gavet
- Mizoën
- Mont-de-Lans
- Ornon
- Oulles
- Oz
- Saint-Christophe-en-Oisans
- Vaujany
- Vénosc
- Villard-Notre-Dame
- Villard-Reculas
- Villard-Reymond

## Supresión del cantón de Le Bourg-d'Oisans
En aplicación del Decreto nº 2014-180 de 18 de febrero de 2014, el cantón de Le Bourg-d'Oisans fue suprimido el 22 de marzo de 2015 y sus 20 comunas pasaron a formar parte del nuevo cantón de Oisans-Romanche.